# Jessica Galli
Jessica Galli (Freehold, 1º dicembre 1983) è un'atleta paralimpica statunitense. Atleta in carrozzina, gareggia nella categoria T53.

## Biografia
Jessica Galli cresce nel New Jersey e nel settembre 1991 rimane coinvolta in un incidente stradale che la rende paraplegica. Comincia a praticare sport in carrozzina al Children's Lightning Wheels PSC dietro raccomandazione del Children's Specialized Hospital di New Brunswick.
Galli vince la prima medaglia paralimpica a Sydney 2000 dove ottiene l'argento negli 800 metri piani. Durante i campionati europei in carrozzina a Pratteln, in Svizzera, nel 2007, fa segnare il record mondiale dei 400 metri con il tempo di 55"82. Nel gennaio 2008, viene nominata dal comitato paralimpico statunitense "Atleta paralimpica dell'anno 2007". A Pechino 2008 vince ben cinque medaglie: un oro, tre argenti e un bronzo.
A Londra 2012 vince una medaglia di bronzo negli 800 metri piani.

## Palmarès
| Anno | Manifestazione       | Sede         | Evento               | Risultato | Prestazione | Note |
| ---- | -------------------- | ------------ | -------------------- | --------- | ----------- | ---- |
| 2000 | Giochi paralimpici   | Sydney       | 800 m piani T53      | Argento   | 2'04"43     |      |
| 2005 | Europei paralimpici  | Espoo        | 400 m piani T34      | Bronzo    | 1'06"43     |      |
| 2005 | Europei paralimpici  | Espoo        | 800 m piani T34-53   | Oro       | 2'10"34     |      |
| 2008 | Giochi paralimpici   | Pechino      | 100 m piani T53      | Argento   | 16"88       |      |
| 2008 | Giochi paralimpici   | Pechino      | 200 m piani T53      | Argento   | 29"68       |      |
| 2008 | Giochi paralimpici   | Pechino      | 400 m piani T53      | Oro       | 54"88       |      |
| 2008 | Giochi paralimpici   | Pechino      | 800 m piani T53      | Argento   | 1'57"25     |      |
| 2008 | Giochi paralimpici   | Pechino      | 4×100 m piani T53-54 | Bronzo    | 1'02"16     |      |
| 2011 | Mondiali paralimpici | Christchurch | 800 m piani T53      | Bronzo    | 1'57"88     |      |
| 2012 | Giochi paralimpici   | Londra       | 800 m piani T53      | Bronzo    | 1'53"12     |      |